# Kulturgeschichte des Blutes
Blut wurde schon früh als Träger der Lebenskraft angesehen. Die Beobachtung, wie beim Verbluten eines Menschen oder beim Ausbluten eines Schlachttiers dessen Kräfte schwinden, ließ die Menschen darauf schließen, dass das Blut ein Urstoff des Lebens sei. Zudem ist Blut ein Lebensmittel.
In der griechisch-antiken und germanischen Mythologie galt der Mensch deshalb als aus dem Blut der Götter erschaffen. Diese Vorstellung prägt auch den Tanach: Danach bestehe der Mensch aus „Fleisch und Blut“. Dieses Verständnis des Blutes als Geheimnis der Entstehung des Lebens erklärt die besondere Bedeutung des Blutes und der Farbe Rot als Symbol von Leben und Fruchtbarkeit. In der politischen Symbolik, zum Beispiel auf Flaggen, symbolisiert Rot dagegen oft das Blut der Gefallenen oder steht allgemein für den Tod.

## Antike
Im antiken Griechenland wurde frisches Blut teils als Heilmittel gegen die Epilepsie angesehen. Dahinter stand die Vorstellung, dass beim Ausfließen des Blutes die Seele den Leib verlasse. Die Bewusstlosigkeit der Epileptiker führte zu der Annahme, ihre Seele sei erschlafft und könne durch frisches Blut wieder zu Kräften kommen. So bestand die Nahrung der Schatten im Hades, also der Seelen der Toten, in der Odyssee (Kapitel 11) aus Widderblut, welches Odysseus in eine Grube gab, um die Schatten anzulocken. In der Bluttaufe des Tauroboliums wird das Blut eines geopferten Stiers als Kraftträger gesehen.

## Judentum
In der Tora findet sich die Vorstellung, die Blut mit Leben oder Seele gleichsetzt. (Lev 17,11–14 ). Das Blut war ein heiliges Element, ein unmittelbar göttliches Element, denn alles Leben sei von Gott. Das Blut von geschlachteten Tieren durfte nicht verzehrt werden, weder im profanen Leben noch während einer religiösen Opferfeier (Dtn 12,23 ; 1 Sam 14,31f ; Ez 33,25 ). Das Blut jedes geschlachteten Tieres musste der Gottheit zurückgegeben werden. Als das Deuteronomium die Lokalkultstätten, an denen die Tiere bisher geschlachtet worden waren, verbot, musste das Gesetz einen Unterschied zwischen Schlachten und Opfern einführen, da die zum gewöhnlichen Gebrauch geschlachteten Tiere nicht mehr nach Jerusalem gebracht werden konnten. Aber auch beim gewöhnlichen Schlachten sollte man das Blut wie Wasser auf die Erde fließen lassen (Dtn 12,13). Mit diesem strengen Verbot und genauer Verwendung des Blutes wendet sich das Gesetz gegen den Brauch, der im Altertum üblich war, lebende Tiere im Opferakt zu verzehren mit dem Ziel, die heilige Kraft des Blutes in sich aufzunehmen.
Später galt das Verbot des Blutgenusses (auch bei Auswahl und Zurichtung des Fleisches) als eines der grundlegenden Gesetze und war als Gebot für Juden und Proselyten verbindlich. Diese Regeln übernahmen auch die ersten Christen. Die Auseinandersetzung, ob auch Heidenchristen sich daran halten müssten, führte zum sogenannten Aposteldekret.
Da das Blut das Leben des Opfertieres darstellt und dem Herrn des Lebens gehört, wird es bei jedem Brand-, Mahlopfern rings um an den Altar gesprengt (Lev 1,5; 3,2; 7,2). Als heiliges Element hat aber das Blut besondere Kraft und das Blut des Opfertiers dient zur Festigung der Gemeinschaft, zur Reinigung und zur Sühne. Bei der Stiftung des Bundes sprengte Mose vom Opferblut die Hälfte über den Altar, die Hälfte über das Volk (Ex 24,6-8), um die Gemeinschaft zwischen Jahwe und dem Volk zu begründen. So spricht auch das Neue Testament noch davon, dass die Christen durch Besprengung mit dem Blut Jesu Christi heilige Personen geworden seien (1 Ptr 1,2).
Aber auch im weiteren Sinne wird Blut eine besondere Bedeutung beigemessen. Das Blut von Opfertieren hat sühnende und reinigende Kraft (Lev 3; 16; 17). An den Türpfosten gestrichenes Blut wehrt den Todesengel ab. (Exodus 12). Auch übertragene Bedeutungen wie Blut gleich Mensch finden sich. (Genesis 4,10; 9,5).
Noch heute beachten Juden bei der Zubereitung des Fleisches eine Reihe von Regeln, dabei soll unter anderem sichergestellt werden, dass kein Blut verzehrt wird.

## Christentum
Das Neue Testament knüpft an den antiken Blutkult an und überträgt die Aspekte der Sühne und der Vereinigung durch Blut in die christliche Symbolik.
Das Blut hat nun vor allem als Blut Jesu Bedeutung (Römer 3,25, Hebräer 9,7; 13,11). Durch Christi Blut als Blutopfer wird der Bund Gottes mit den Menschen (Jesaja 53,12) erneuert. (Lukas 22,20). Gott bietet dem Menschen die Vergebung seiner Sünden an. (Matthäus 26,28 und Markus 14,24). In dieser Bedeutung wird das Blut Christi bei der Eucharistie getrunken als Zeichen der Erneuerung des Bundes und der Vergebung der Sünden (auch Johannes 6,53f; 1. Korintherbrief 10,16). Und gerade hierin, in Christi Tod das letzte (einmalige) Opfer zu sehen (Röm 6,10; Hebr 7,27; 9,12; 10,10), liegt auch die Ablehnung anderer, weiterer Opfer begründet (Wolfgang Trillhaas). Zudem handelt es sich bei diesem (je nach christlichem Verständnis) um ein Selbstopfer oder ein Opfer Gottes (der seinen Sohn opfert) und impliziert die Abschaffung der Blutrache.

### Das Sakrament der Eucharistie
Daneben bedeutet bei der Eucharistie das Trinken von Wein, in dem das Blut Christi gesehen wird, – vor allem in der ostkirchlichen und der neueren westlichen Theologie – auch die Vereinigung des Menschen mit Gott und die Teilhabe an seinem göttlichen Wesen. Bei diesem Verständnis des Abendmahles (Michael Rau), sieht man im „Blut Christi“ nicht das Sühneblut, sondern wie im Alten Testament das Leben Gottes bzw. den Geist Gottes.

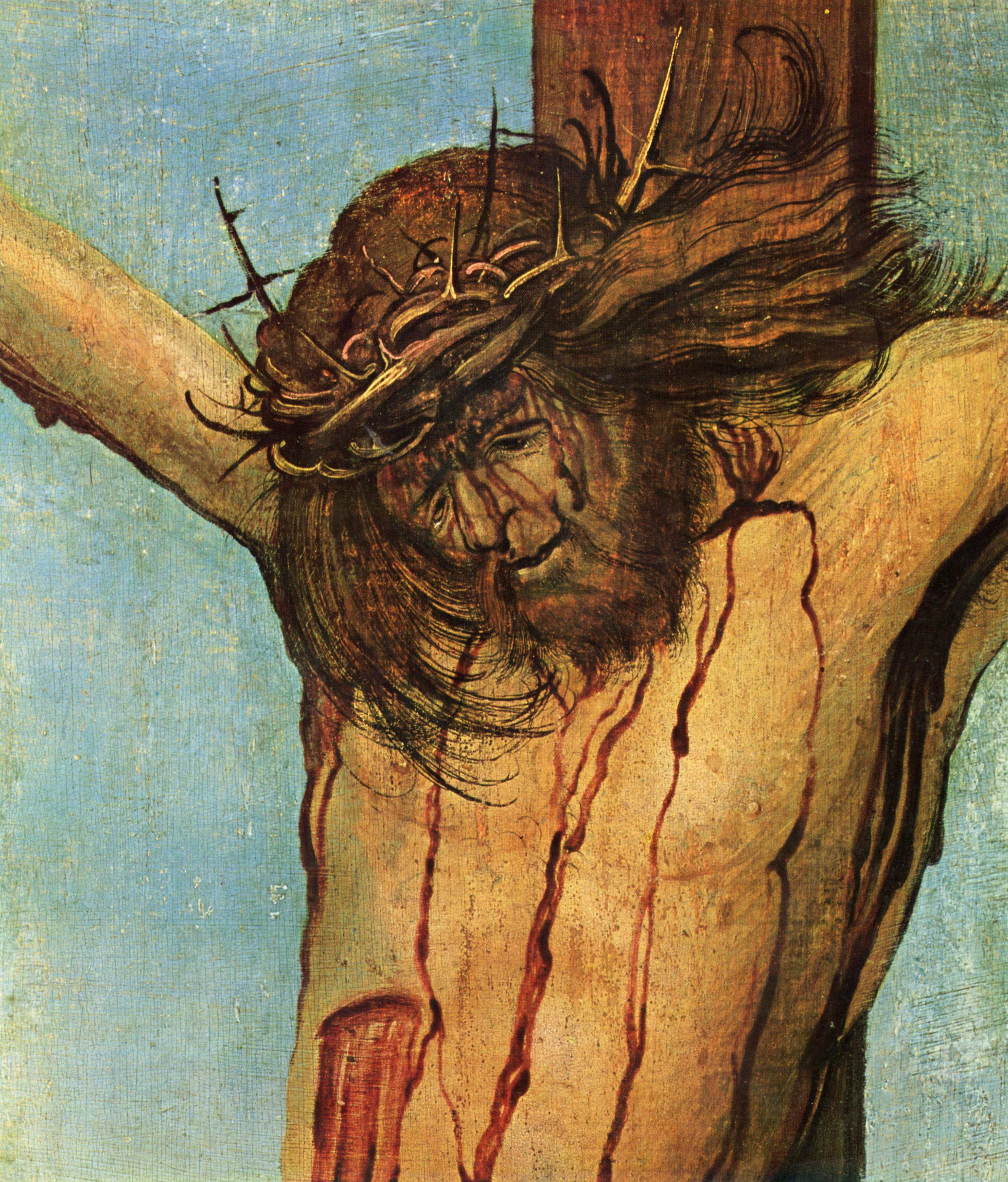
Albrecht Altdorfer: Kreuzigung (Detail), 1515–1516

Allerdings fanden sich in der Alten Kirche durchaus Analogien, die im Tod des Gerechten Sühne sahen. (4. Makkabäer 6,28ff; 17,22). Nicht zuletzt hierin begründete sich das Märtyrertum, das auch „Bluttaufe“ genannt wird (unter Bezug auf Lk. 12,50; Joh. 19,32; 1. Brief des Johannes 5,6 beschrieben in: Tertullian, de bapt.16; Cyprian, Ep.73,22).

### Blutwunder und Blutreliquien: Heiliges Blut, Kostbares Blut
Aus dem Mittelalter stammen auch zahlreiche (vermeintliche) Blutwunder der Eucharistie (z. B. in Bolsena) oder von Märtyrern (z. B. Januarius in Neapel). Nach mittelalterlicher Vorstellung bildeten die sterblichen Überreste des Märtyrers ein Depositum seiner übernatürlichen Kräfte. Auch nachdem die Seele den Leib verlassen hatte, wurde dem Körper noch eine übernatürliche Kraft zugeschrieben, als deren begehrtester Träger das Blut galt.
Dasselbe gilt für Heilig-Blut-Reliquien (des Blutes Christi), die wie andere Christusreliquien (Dornenkrone, Speer, Nägel, Kreuz), seit dem 4. Jahrhundert aufgefunden, ab etwa 800 zunehmend auch nach Europa verbracht wurden. Der Höhepunkt der Blutreliquienverehrung fand während der Kreuzzüge statt, Blutreliquien wurden aber bis ins späte Mittelalter aus dem Heiligen Land nach Europa gebracht. Zu einem Wiedererstarken der Blutreliquienverehrung kam es nach dem Dreißigjährigen Krieg, als der leidende Christus als Motiv der Verehrung an Bedeutung gewann. Die Blutreliquienlegenden knüpfen an die Eröffnung des Leibes Christi, die Leichenbereitung und Einbalsamierung durch Joseph von Arimathia und Nikodemus sowie an die Mitwirkung von Maria und Maria Magdalena beim Begräbnis an. Der Heilig-Blut-Kult wurde durch Wallfahrten zu den Blutreliquien und besondere Ablässe populär.
Die Heilig-Blut-Tafel von 1489 aus der Klosterkirche der Abtei Weingarten enthält die älteste bildliche Darstellung und die älteste volkssprachliche Übertragung der Heilig-Blut-Geschichte im deutschen Sprachraum: „Hie nach volget die histori des hailgen pluotz cristi / wie das zelest in dis wirdig gotzhus kommen sy. Am ersten / wie der ritter longinus unseren herrn sin syten öffnet mit dem / und berüret sine finstri ougen mit dem usgeflossnen / pluot cristi und wrd gesechind und geloubig. item …“ („Es folgt die Geschichte des heiligen Blutes Christi, wie die Reliquie in dieses würdige Gotteshaus gekommen ist. Zuerst [sieht man,] wie der Ritter Longinus die Seite unseres Herrn mit dem [Speer] öffnet und seine blinden Augen mit dem ausgeflossenen Blut Christi berührt und sehend und gläubig wird“).
Die Heiligblutreliquien werden auch heute noch verehrt, unter anderem in Reiterprozessionen (Blutritt).
Siehe auch:
- Patrozinien: Heiligenblut, Kloster Neukirchen beim Heiligen Blut
- Missionare vom Kostbaren Blut, Missionsschwestern vom Kostbaren Blut

## Blut und Abstammung
Als Blutlinie wird altertümlich die (in Europa meist patrilineare) Abstammungslinie der blutsverwandten Nachkommen eines Vorfahren verstanden. Der heute verwendete Terminus lautet Abstammungslinie und der Begriff Blutlinie findet sich nur noch in der Tierzucht.
Durch die Abstammungs/Blutlinie wird in vor allem das Erbrecht geregelt. Daneben ist die Eheschließung unter Blutsverwandten verboten, sowie der sexuelle Verkehr unter Strafe gestellt (Inzest).
Eine weitere Anwendung des Konzepts der Blutlinie findet sich in der Blutrache, durch die in archaischen Gesellschaften schwere Vergehen gegenüber Blutsverwandten durch Vertreter des Familienclans gesühnt werden.
Schließlich bildete die Blutlinie vor allem in den deutschsprachigen Ländern seit dem 19. Jh. im Zusammenhang mit nationalistischen Diskursen eine zentrale Basis für das Staatsbürgerschaftsrecht (zu dessen Geschichte s. Abstammungsprinzip oder ius sanguinis).

## Blut und Adel
Der Begriff Blaues Blut für adelig entstammt der Zeit der Reconquista und ist erst seit dem Anfang des 19. Jahrhunderts über Spanien hinaus eingeführt worden.

## Blut und politische Ideologien
Im Zuge der Nationalismusbewegungen im 19. Jahrhundert, insbesondere im multikulturellen Habsburgerreich, wurde der aus der aristokratischen Abstammungsideologie stammende Blutsbegriff auch auf die gemeinsame Abstammung von Völkern angewandt und zur Legitimimation der Forderung nach einheitlichen Verwaltungsgebieten im Reich herangezogen.
In der Ideologie des Nationalsozialismus von Blut und Boden wurde Blut mit Rasse in Verbindung gebracht sowie die „Blutschande“ als Straftatbestand eingeführt. Analoge Begriffe sind Blut und Ehre.
Im deutschen Staatsangehörigkeitsrecht wurde im Jahr 2000 das Ius Sanguinis, das Blutrecht der Abstammung, als Begründung der Staatsangehörigkeit um das Ius Soli (Geburtsortprinzip) ergänzt.
Konkret auf Tötung bezogen sind die Blut-und-Eisen-Politik, oder der Begriff Blutrache, implizieren aber eine mythische Verklärung oder zumindest einen Euphemismus.

## Blut in der Kunst
Der österreichische Künstler Hermann Nitsch hat das Thema Blut und Schlachtung ins Zentrum seiner Arbeiten gestellt. Er nimmt darin Elemente alter Blutrituale auf. Viele musikalische Projekte benennen sich nach dem Blut, wie die Blood, Sweat & Tears, Bloodhound Gang oder Blutengel. Angelina Jolie soll bei ihrer ersten Hochzeit in einem mit Blut beschriebenen Shirt geheiratet haben.
Blutsbrüderschaft ist ein Ritual, was sich unter anderen in vielen Karl-May-Romanen findet. Weitere Aspekte des Blutes in der Literatur finden sie im entsprechenden Abschnitt. Besonders eingegangen wird noch auf den Blutkult bei Vampirsagen und künstlerischen Umsetzungen.

### Blut in der Literatur und in den Erzähltraditionen und Sagen
Es gibt eine Vielzahl von Sagen, in denen Blut und Blutflecken eine Rolle spielen (z. B. über Türmer an der Moritzkirche oder über Martin Luther). Mythologische Bedeutung schreiben Epen etwa Siegfrieds Bad im Blut des von ihm getöteten Drachen zu: "Er badete sich in dem Blut, und daraufhin hat er eine Hornhaut bekommen. Deshalb verwundet ihn keine Waffe." oder etwa der Leichenblutung daselbst wie im Iwein-Epos.
Bei den Märchensammlungen der Gebrüder Grimm taucht das Symbol Blut z. B. in den Märchen Dornröschen oder Schneewittchen, dessen Lippen rot wie Blut und ein Ausdruck ihrer einzigartigen Schönheit waren, auf. Darüber hinaus spielen Blutstropfen auch in Die Gänsemagd eine zentrale Rolle.
Aber auch in William Shakespeares Der Kaufmann von Venedig fragt der Jude Shylock den Christen Salarino: „Wenn ihr uns stecht, bluten wir nicht?“ Doch das rote Elixier ist mehr als eine Requisite bei den Kulturschaffenden. Es steht für die Vergänglichkeit und das Leben selbst. So werden Teufelspakte wie z. B. im Faust durch Blut unterschrieben und Mephistopheles stellt fest: „Blut ist ein besondrer Saft.“
In Eve Enslers Vagina Monologen schreibt sie: „Mit vielen Frauen führte ich Gespräche über die Menstruation. Daraus formte sich langsam so etwas wie ein Chor, eine Art leidenschaftlicher kollektiver Gesang. Die Frauen waren sich gegenseitig das Echo. Also ließ ich die Stimmen ineinander bluten und ich ging im Fließen des Blutes verloren.“ Gudrun Schury zitiert in ihrer Kulturgeschichte des Blutes Thomas Mann (Die vertauschten Köpfe) „Blut dampfte in der Hirnschale, die eine ihrer Hände zu Munde führte, Blut breitete sich zu ihren Füßen aus, - in einem Kahn stand die Entsetzenerregende, der auf dem Meere der Lebensflut auf einem Blutmeere schwamm“.
Eine Thematisierung über Reinblütigkeit, reine Abstammung, zieht sich auch durch die Harry-Potter-Romane. So ist in vielen Zaubertränken oder Elixieren Tierblut eine Zutat.
Als Rote Tinte wird Blut sinnbildlich in der Literatur im Zusammenhang mit der Jägerei oder schlimmen Gewaltverbrechen bezeichnet, bei der die Kleidung oder das Fell durch die Flüssigkeit gefärbt werden. Dieser Vergleich weist auf ein frisches oder aktuelles Geschehen hin.

### Blutsaugende Vampire
Blut ist die Hauptnahrung für den Vampir. Der Symbolgehalt als „Lebenssaft“ tritt hier durch das unstillbare Verlangen einer nicht mehr zu den Lebenden gehörenden Figur in den Vordergrund. In Kinderromanen in diesem Sujet wird dieses zumindest teilweise durch Milch oder Tomatensaft ersetzt. Im Vampirfilm von Nosferatu, Dracula, Tanz der Vampire etc. schützen Knoblauch, Kreuze und Holzbalken vor dem blutsaugenden Vampirbiss. Theaterblut oder Filmblut kommt in vielen Werken moderner Regisseure zum Einsatz.

## Blut als Heilmittel
Im Mittelalter bestand die Idee, durch alchemistische Verfahren die „Quintessenz“ des menschlichen Blutes als Heilmittel zu gewinnen.
Erste Versuche, Blut durch Bluttransfusion zur Behandlung von Blutarmut auf den Menschen zu übertragen, erfolgten im 17. Jahrhundert.

## Blut als Fischköder
Menschenblut wurde im Mittelalter, bezeugt etwa im Fischbuch vom Bodensee, auch (als Geruchsköder) beim Fischfang eingesetzt.